# Station Bohain
Station Bohain is een spoorwegstation in de Franse gemeente Bohain-en-Vermandois aan de spoorlijn Creil - Jeumont.
Het station werd geopend in 1856. Het treinstation werd vernield tijdens de Eerste Wereldoorlog en het nieuwe station werd geopend in 1921.

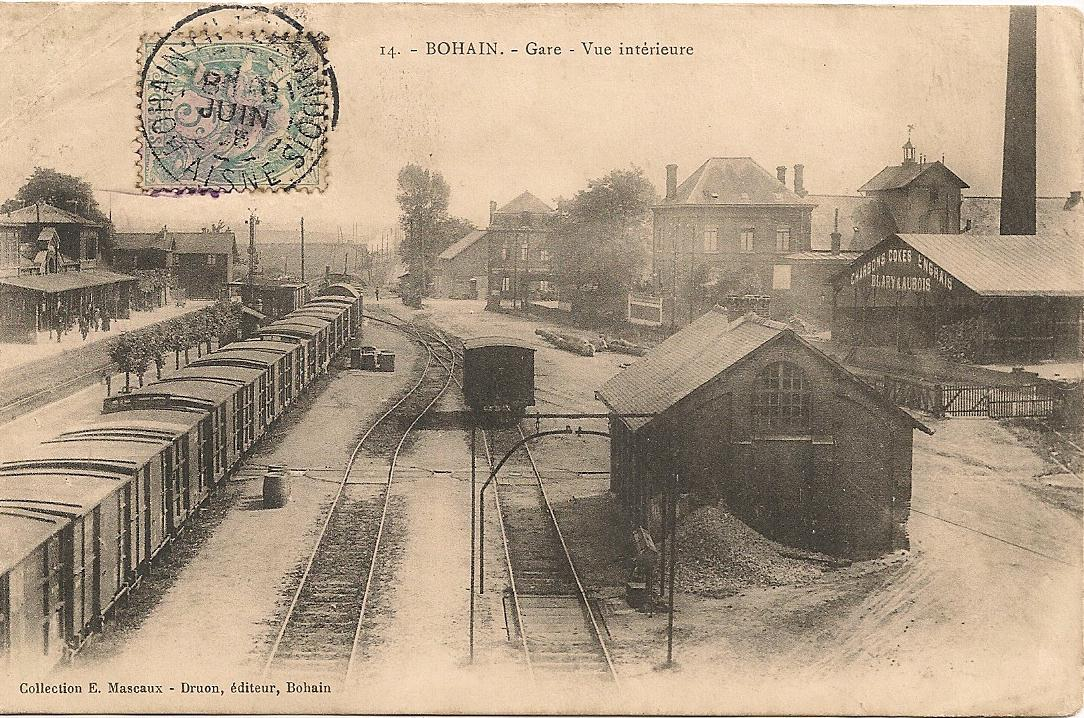
Het eerste station omstreeks 1910